# Streptosolen
Streptosolen és un gènere de plantes de flors pertanyent a la subfamilia Cestroideae, inclosa en la família de les solanàcies (Solanaceae). Està estretament relacionat amb el gènere Browallia, dins del qual es va situar originalment. L'única espècie, Streptosolen jamesonii, l'arbust de melmelada o arbust de foc, Comprèn dues espècies.
És un arbust perenne que produeix les flors agrupades i que canvien gradualment de color de groc a vermell, tenint l'aparença de la melmelada de taronja. Una espècie del gènere S. jamesonii és natural de Colòmbia, Equador i el Perú. Al seu Equador natal, la planta té els noms comuns espanyols flor de quinde (flor de colibrí), flor del sol i jaboncillo.
Les tiges són esplèndides i arriben a assolir els 1-2 metres d'altura. Les fulles són ovalades o el·líptiques de color verd fosc. Les flors són tubulars de 3-4 cm de longitud amb ètals lobulats.

## Taxonomia
- Streptosolen benthami
- Streptosolen jamesonii